# Myoko
Myōkō (Japans: 妙高市, Myōkō-shi) is een stad in de prefectuur Niigata in Japan. De stad is 445,52 km² groot, heeft 38.346 inwoners (2006).

## Geschiedenis
De stad Myōkō werd op 1 april 2005 gevormd uit de steden Arai (shi), Myōkō (mura) en Myōkōkōgen (machi). De naam komt van de dominante berg in het gebied.

## Verkeer
Myōkō ligt aan de Shinetsu-lijn van de East Japan Railway Company.
Myōkō ligt aan de Jōshinetsu-autosnelweg en aan de autowegen 18 en 292.

## Geboren
- Sena Tomita (5 oktober 1999), snowboardster